# Інцидент у затоці Сідра (1981)
Не варто плутати з другим та третім інцидентами, а також битвами в затоці за часи Другої світової війни
Інцидент у затоці Сідра (1981) (англ. Gulf of Sidra incident (1981) — військовий інцидент, що стався в затоці Сідра 19 серпня 1981 року, коли два лівійських Су-22 обстріляли два американські F-14 «Томкет» і згодом були збиті біля узбережжя Лівії.

## Історія інциденту

### Передумови
У 1973 році лідер Лівійської Арабської Джамахірії Муаммар Каддафі оголосив затоку Сідра закритою та частиною лівійських територіальних вод. На води південніше 32° 30′ пн.ш., були проголошені ексклюзивною 62 морськими милями (115 км) рибальською зоною, яку лівійський керманич назвав «лінією смерті». Цей вчинок мав ознаки грубого порушення міжнародного права і у свою чергу спонукав США провести операції зі свободи судноплавства у цьому регіоні, оскільки зазіхання лівійського диктатора не відповідали критеріям, встановленим міжнародним морським правом. Лівія часто протистояла військам США в затоці та поблизу неї, і двічі її винищувачі відкривали вогонь по розвідувальних рейсах США біля узбережжя Лівії; один раз на початку 1973 року і знову наприкінці 1980 року. Операції зі свободи судноплавства активізувалися, коли президентом став Рональд Рейган.
У серпні 1981 року Рейган дозволив розгорнути великі військово-морські сили на чолі з парою авіаносців ВМС США «Форрестол» і «Німіц» у спірному регіоні. Два авіаносці взяли на борт чотири ескадрильї перехоплювачів на F-4 «Фантомах» та на F-14 «Томкетах». ВПС Лівії відповіли розгортанням великої кількості перехоплювачів і винищувачів-бомбардувальників.
Рано вранці 18 серпня 1981 року, коли почалися навчання військово-морських сил США, щонайменше три МіГ-25 наблизилися до американських авіаносних груп і були відігнані американськими перехоплювачами. Лівійці намагалися встановити точне місце розгортання ударного угруповання військово-морських сил США. Тридцять п'ять пар МіГ-23, МіГ-25, Су-20, Су-22М і «Міраж» F1 влетіли в цей район і незабаром були перехоплені сімома парами F-14 і F-4. Військово-морська розвідка США пізніше оцінила, що МіГ-25, можливо, випустив ракету з 18 миль (29 км) по американських винищувачах того дня, але промахнувся.

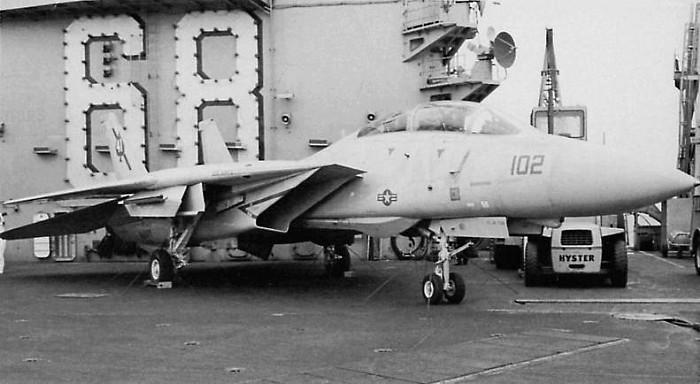
Американський винищувач F-14 «Томкет» «Швидкий орел 102», один з літаків, що збили лівійські Су-22, на палубі авіаносця «Німіц». 19 серпня 1981

### Повітряний бій
Вранці 19 серпня, після реагування на низку лівійських «імітаційних» атак на авіаносну групу попереднього дня, два F-14 літали на бойовому повітряному патрулюванні, забезпечуючи прикриття літаків, які брали участь у ракетних навчаннях. Однак командор ВМС США Томпсон С. Сандерс пізніше писав, що місія його S-3A «Вікінг» була справжнім приводом, що призвів до цього інциденту. Сандерсу було наказано летіти на своєму «Вікінгу» по орбіті «іподрому» (овальна схема) всередині зони, на яку претендував Каддафі, але не перетинаючи межі міжнародно визнаного кордону територіальних вод у 12 миль (19 км), щоб спробувати спровокувати лівійців на реакцію. E-2C «Хокай» попередив Сандерса про те, що два винищувачі Су-22 злетіли з авіабази Гурдабія поблизу міста Сірт.
«Хокай» скерував F-14 на перехоплення лівійських літаків. Сандерс пірнув на висоту 500 футів (150 м) і полетів на північ, щоб ухилитися від лівійського літака. Сандерс вважав цей досвід значним стресом, оскільки S-3A не був оснащений ні приймачем попередження про загрозу, ні будь-якими протизаходами, недолік, який пізніше було усунено на S-3B. Два F-14 налаштувалися на перехоплення, коли противник прямував до них. Лише за кілька секунд до пересічення в польоті, з орієнтовної відстані 300 м, один з лівійців вистрілив АА-2 «Атолл» по одному з F-14, але промахнувся.
Два Су-22 розділилися, коли вони пролітали повз американців, лідер повернув на північний захід, а провідний повернув на південний схід у напрямку узбережжя Лівії. «Томкети» ухилилися від ракети та отримали дозвіл відкрити вогонь у відповідь згідно з їхніми правилами ведення бойових дій, які вимагали самооборони в разі початку ворожих дій. «Томкети» повернули ліворуч і зайшли позаду лівійських літаків. Американці обстріляли противника ракетами AIM-9L «Сайдвіндерс». Обидва лівійські пілоти катапультувалися.
Перед катапультуванням американський літак електронного спостереження, який спостерігав за подією, зафіксував, як головний лівійський пілот повідомив своєму наземному диспетчеру, що він випустив ракету по одному з американських винищувачів, і не дав жодних ознак того, що ракетний постріл був ненавмисним. В офіційному звіті ВМС США зазначено, що обидва лівійські пілоти катапультувалися і були благополучно знайдені рятувальниками в морі, але в офіційному аудіозаписі інциденту, взятому з ракетного крейсера «Біддл», один з пілотів F-14 стверджував, що він бачив, як лівійський пілот катапультувався, але його парашут не розкрився.
Менш ніж через годину, поки лівійці проводили операцію з пошуку та порятунку своїх збитих пілотів, два МіГ-25 увійшли в повітряний простір над затокою. Вони прямували до американських авіаносців зі швидкістю 1,5 Маха та здійснили імітаційну атаку в напрямку авіаносця «Німіц». Два «Томкета» попрямували до лівійців, які потім розвернулися. «Томкети» повернули додому, але їм довелося знову розвернутися, коли лівійці знову попрямували до американських авіаносців. Після засвітлення радарами F-14 МіГи нарешті розгорнулися на базу.